# Rouven Essig
Rouven Essig (* in Südafrika) ist ein südafrikanischer Physiker.
Essig studierte an der University of Witwatersrand (Bachelor-Abschluss in Physik 2000, in Mathematik 2002) und wurde 2008 an der Rutgers University promoviert. Als Post-Doktorand war er 2008 bis 2011 am SLAC und 2011/12  am Institute for Advanced Study.  Er ist seit 2011 Assistant Professor und seit 2016 Associate Professor an der Stony Brook University (C. N. Yang Institute for Theoretical Physics).
Er beschäftigt sich mit dem direkten Nachweis Dunkler Materie und ist einer der Sprecher der SENSEI-Kollaboration (Sub-Electron Noise Skipper CCD Experimental Instrument) für Detektion dunkler Materie mit einem Silizium-CCD (100 Gramm Skipper-CCD, der es ermöglicht individuelle Elektronen aus einem CCD-Array mit Millionen Pixeln auszuzählen) und der APEX-Kollaboration am Elektronenbeschleuniger des Jefferson Laboratory (ein Experiment mit festem Target zur Detektion dunkler Photonen). Am Jefferson Lab ist er auch Mitglied der HPS-Kollaboration (Heavy Photon Search), er ist Mitglied der LBECA-Kollaboration (Low Background Electron Counting Apparatus) und der erweiterten Version von SENSEI, der OSCURA-Kollaboration. Essig entwickelte neue Detektionskonzepte für dunkle Materie mit Massen unterhalb der des Protons für Kandidaten wie dunkle Photonen oder das Axion.
2012 wurde er Sloan Research Fellowship, 2015 erhielt er den Primakoff Award für Nachwuchswissenschaftler in Teilchenphysik der American Physical Society für herausragende Beiträge zu theoretischen Modellen dunkler Materie mit neuen Eichwechselwirkungen und für seine leitende Rolle beim APEX Experiment am Jefferson Lab(Laudatio), und 2019 einen Simons Investigator Award.
Für 2021 erhielt er den New Horizons in Physics Prize mit Javier Tiffenberg, Tomer Volansky, Tien-Tien Yu für Fortschritte bei der Entdeckung von Dunkler Materie im sub-GeV Bereich speziell in Hinblick auf das SENSEI-Experiment (Laudatio).

## Schriften (Auswahl)
- mit  J. Mardon, T. Volansky:  Direct detection of sub-GeV dark matter, Phys. Rev. D 85 (2012) 076007
- mit A. Manalaysay, J. Mardon, P. Sorensen, T. Volansky:  First direct detection limits on sub-GeV dark matter from XENON 10, Phys. Rev. Lett. 109 (2012) 021301
- mit M. Fernandez-Serra, J. Mardon, A. Soto, T. Volansky, T.-T. Yu:  Direct detection of sub-GeV dark matter with semiconductor targets, JHEP 05 (2016) 046
- mit Abramoff, Tiffenberg, Volansky, Yu u. a.: SENSEI: Direct-Detection Constraints on Sub-GeV Dark Matter from a Shallow Underground Run Using a Prototype Skipper-CCD, Phys. Rev. Lett. 122 (2019), 161801, Arxiv